# Hybodontiformes
Hybodontiformes, también llamado hybodontes, es un subconjunto extinto de Elasmobranchii (tiburones, rayas y rayas batoideas) que existió del  Devónico tardío hasta el Cretácico tardío. Forman el grupo de los tiburones más cercanos a neoselaquianos, el clado de rayas y tiburones modernos. 
Hybodontes fue nombrado y desripto basado en la forma cónica de sus diente. Comprendieron el grupo principal de tiburones del Jurásico en Europa y América del Norte. Sobrevivieron hasta el Cretácico tardío antes de extinguirse, posiblemente debido a competición con otros tiburones. Lonchidion era uno de los últimos hybodontes — sus fósiles fueron hallados en depósitos de agua dulce de Wyoming junto a los fósiles de los últimos dinosaurios, incluyendo Tyrannosaurus rex y Triceratops. Hybodontiformes están identificados en el registro fósil predominantemente basados en espinas de aletas y en dientes característicos. Se sabe que vivían en entornos de agua fresca y salada.

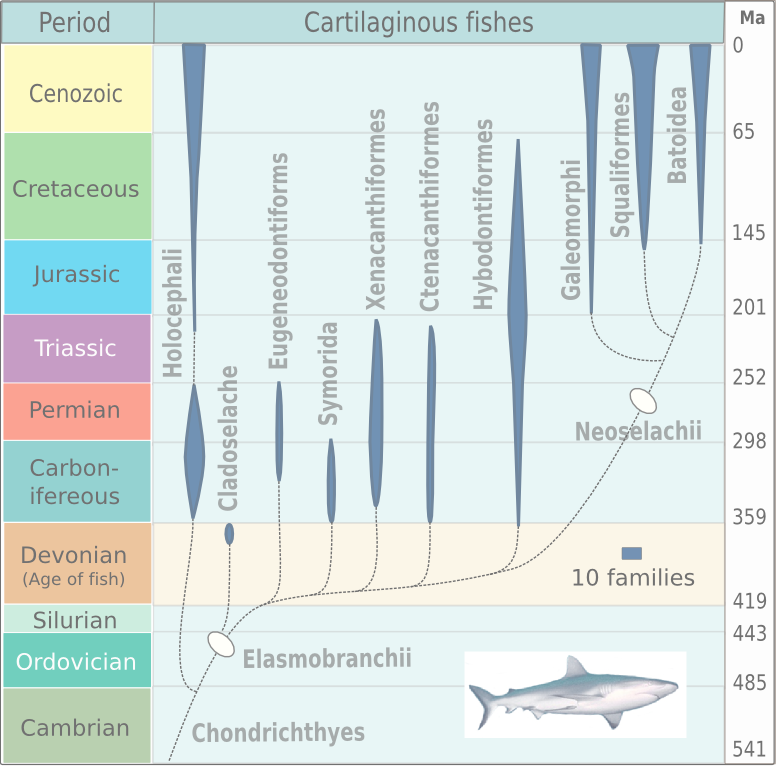
Radiación de peces cartilaginosos, incluyendo los Hybodontiformes. Derivado de trabajo de Michael Benton, 2005.

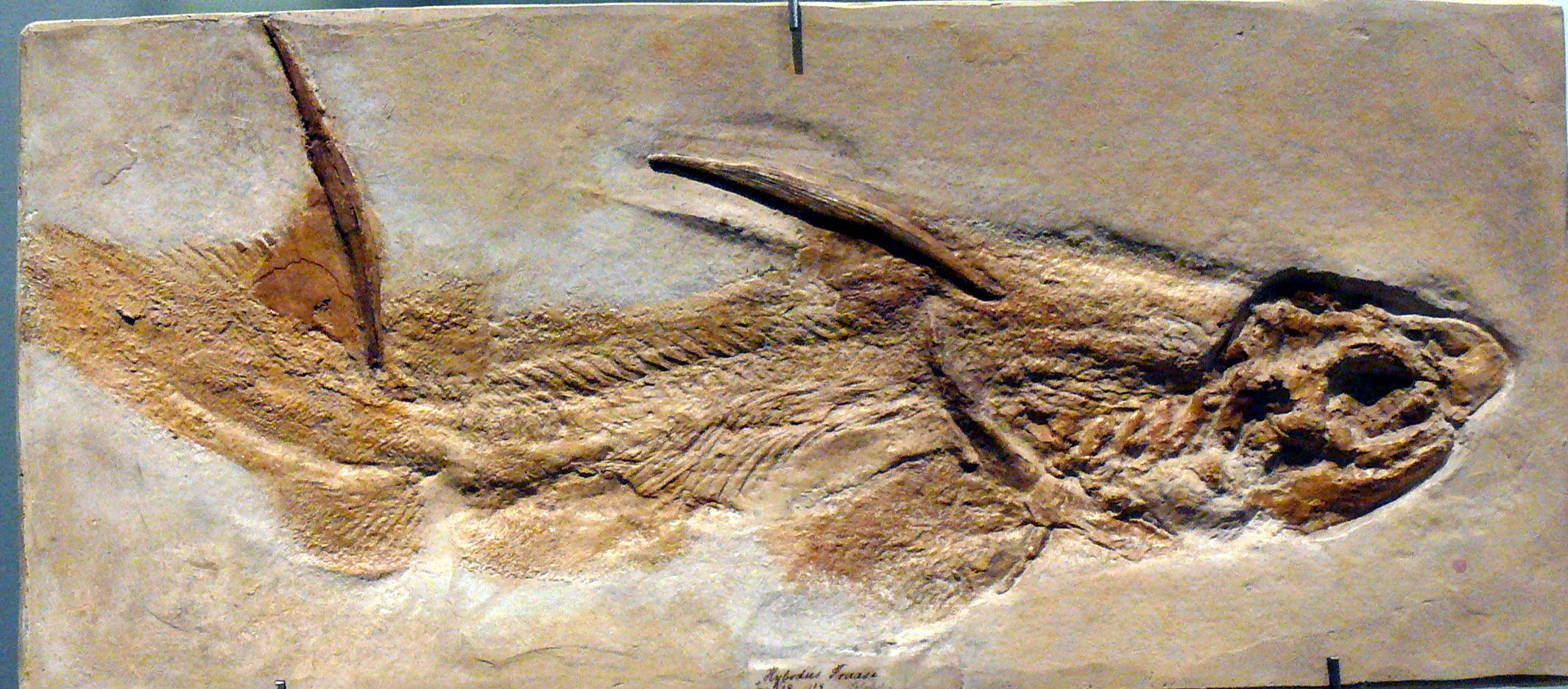
Hybodus fraasi

## Etimología
El término hibodonte proviene la palabra griega ὕβος o ὑβός que significa encorbado o jorobado y ὀδούς, ὀδοντ que significa diente. Este nombre se refiere a sus dientes cónicos.